# Ouragan Beta (2005)
Pour les articles homonymes, voir Cyclone tropical Beta.
L'ouragan Beta fut le 24e cyclone tropical nommé dans le bassin de l'océan Atlantique. C'est la première utilisation du nom Beta pour une tempête tropicale dans l'Atlantique. Beta est le 13e ouragan de 2005, dépassant l'ancien record établi en  1969 de 12 ouragans, et le 7e ouragan majeur de la saison 2005 des ouragans atlantiques, flirtant avec le record absolu de 8 ouragans majeurs de 1950 (précisons que ces 8 ouragans ont constitué la plus grande majorité de la saison, ce qui n'est pas le cas en 2005). De plus, c'est la deuxième tempête nommée par une lettre grecque, et le premier ouragan majeur (de catégorie 3 ou plus) désigné par l'alphabet grec.

## Chronologie
Tard le 26 octobre 2005, une vaste zone de basse pression dans le secteur sud-ouest de la mer des Caraïbes, près des côtes du Costa Rica, s'est développée et a été nommée Dépression Tropicale 26. Six heures plus tard, le NHC l'a promu au titre de Tempête Tropicale Beta. Beta est devenu un ouragan à 02:00 EDT le 29 octobre. À 04:00 EST, le 30 octobre, des vents soutenus de 185 km/h ont été enregistrés, faisant de Beta un ouragan de catégorie 3.

L'ouragan Beta le 29 octobre à la catégorie 2

L'île colombienne de Providencia, à près de 225 km des côtes du Nicaragua, a été soumise à des vents d'ouragan pendant plusieurs heures, étant donné que le centre du système s'est déplacé lentement à proximité de l'île. Les rapports préliminaires indiquent des dommages étendus aux résidences des insulaires.
Beta a frappé le Nicaragua dans la matinée du 30 octobre près de la ville de Sandy Bay Sirpi, 310 kilomètres au nord-est de la capitale nicaraguayenne, Managua, comme un fort ouragan de catégorie 2, démolissant des bâtiments et déracinant des arbres. L'ouragan a rapidement faibli pour redevenir une tempête tropicale, continuant son mouvement vers l'ouest.
Les restes de l'ouragan Beta ont produit des pluies diluviennes en Amérique centrale, causant des glissements de terrain et des inondations. Les rapports officiels ont rapporté des dommages et plusieurs blessés et disparus, mais aucune mortalité. Tard dans la soirée du 30 octobre, le système est redevenu dépression tropicale.
Le 31 octobre, même si Beta a atteint l'océan Pacifique, des pluies persistantes ont continué de s'abattre sur le Nicaragua et le Honduras.
Plusieurs prévisionnistes du NHC ont pensé que le système se redévelopperait dans l'océan Pacifique, mais ce qui restait du système s'est définitivement dissipé le 1er novembre.

## Préparation

### Nicaragua
En prévision de l'ouragan Beta, à Puerto Cabezas, les autorités locales ont annoncé un couvre-feu afin de prévenir le pillage. Pour prévenir des blessés potentiels, les forces de l'ordre ont coupé l'électricité dans la région. De plus, près de 60 000 personnes des zones les plus vulnérables ont été déplacées vers des abris sécuritaires.
Plusieurs experts, incluant le directeur de la météorologie nationale Milagros Castro, ont émis des avertissements relativement au risque des coulées de boue, étant donné la lenteur du cyclone.

### Honduras
Le gouvernement a tôt émis une alerte rouge concernant l'ouragan. Un comité d'urgence a évacué 150 000 personnes des alentours de la capitale, Tegucigalpa, vulnérable aux inondations et aux coulées de boue.

### Salvador
Les officiels de la défense civile ont émis une alerte dans le pays, craignant le risque de coulées de boue, dévasté quelques jours auparavant par l'ouragan Stan.

### Résultats
Les préparatifs ont porté leurs fruits puisque aucune victime n'a été rapportée considérant l'étendue des dégâts.

## Bilan

### San Andrés et Providencia
Sur l'île de Providencia, des dizaines de toits ont été arrachés des résidences. La tour des communications de l'île a été renversée et un pont pour piétons a été détruit.
Heureusement, parmi les 5 000 insulaires, il n'y a eu aucune victime à déplorer. Toutefois, au moins 30 personnes ont été blessées pendant le passage de l'ouragan Beta.

### Nicaragua
Beta a largement ravagé la ville de Sandy Bay à son arrivée sur les côtes nicaraguayennes. Les officiels ont rapporté que la plupart des 3 000 résidents avaient fui la ville à temps, étant donné que près de 80 % des habitations sont devenues inhabitables, surtout que les huttes en bois constituent la résidence typique de cette région. On a également rapporté des arbres déracinés et des toitures arrachées aux maisons. Au moins un quai a été endommagé. Plusieurs troupeaux de bétail ont été décimés par l'ouragan.
700 personnes ont été isolées à Tasbapauni, une ville séparée du pays par une lagune. 80 % des résidences de l'agglomération ont été très endommagées. Les quelque 200 habitations des 17 villages de la Laguna de Perlas ont aussi été sévèrement détériorées.
Étant donné les 200 mm de précipitations attendus sur un sol déjà saturé d'eau, le président Enrique Bolanos a déclaré que son pays a échappé à une catastrophe majeure. Il a pris l'engagement de rapidement acheminer de l'aide aux communautés affectées par les inondations et les glissements de terrain.
Le colonel Mario Perez Cassar, chef nicaraguayen de la Défense civile, a déclaré que 80 % des bâtiments de la côte centrale où l'ouragan a frappé étaient gravement endommagés ou détruites.
Les rapports indiquaient quatre disparus et un blessé. Le 31 octobre, les quatre disparus ont été récupérés sains et saufs de leur bateau qui avait dérivé dans la mer des Caraïbes par un bateau panaméen qui passait à proximité. Le bateau des quatre marins, tous des indiens Miskitu, était tombé en panne d'essence.

### Honduras
Beta, en détruisant des ponts, a isolé au moins 50 communautés de la côte hondurienne dans les provinces du nord-est de Gracias a Dios, Atlantida et Colón.
Les vents violents ont renversé des panneaux de signalisation, barrières, arbres, pylônes du service électrique et téléphonique, coupant l'électricité et les communications à des centaines de villages et bloquant au moins deux autoroutes.
Les autorités ont évacué plus de 7 800 personnes du nord de la bordure nicaraguayenne après que quatre rivières soient entrées en crue, alimentées par Beta.
La ligue nationale de football a suspendu tous ses matchs. Toutefois, les aéroports de La Ceiba et de Roatan, sur la côte, ont maintenu leurs activités sporadiquement.
Les rapports mentionnent des champs de riz, de maïs et de haricots inondés. Les inondations ont aussi fait sortir les serpents de la jungle dans les secteurs résidentiels. Aucune morsure n'a été rapportée.